# Rubén Scolari
Rubén Scolari (La Plata, Buenos Aires, 25 de septiembre de 1966) es un exbaloncestista argentino que, con 2,06 metros de altura, jugaba en la posición de pívot. Desarrolló su carrera como jugador profesional fundamentalmente en la Argentina, aunque registró un pasó por España a fines de la década de 1980, convirtiéndose en el primer argentino en jugar oficialmente en la Liga ACB. Representó a la Argentina en torneos internacionales como la Copa Mundial de Baloncesto de 1990 y los Juegos Panamericanos de 1987 entre otros.

## Trayectoria
Nacido en la ciudad bonaerense de La Plata, se formó como baloncestista en el club Universal. En 1984 fue reclutado por Olimpo, con el que comenzó a actuar profesionalmente. Jugó las primeras temporadas de la Liga Nacional de Básquet en el club de Bahía Blanca, registrando el 11 de mayo de 1989 la marca de 30 rebotes (24 defensivos y 6 ofensivos) en un partido ante Atenas de Córdoba, lo que hasta el día de hoy es considerado el máximo récord de rebotes capturados por un solo jugador en un partido oficial de la LNB.
Disputó la temporada 1989-90 de la Liga LEB como jugador extranjero del Juver Murcia. Aunque no llegó a culminar el campeonato dentro de la plantilla, permaneció ligado al club esperando obtener su nacionalidad española, dado que sus antepasados provenían de ese país. En marzo de 1991 pudo hacer su debut en la Liga ACB, en un encuentro que cruzaba a los murcianos con el Ourense Baloncesto y en el que Scolari participó ante la imposibilidad de que Mark McNamara jugara ese partido. Esa fue su única presentación con el equipo, pero alcanzó para convertirlo en el primer argentino en jugar en la máxima categoría del baloncesto profesional español.
Luego de ello tuvo la oportunidad de permanecer un año más en España mientras se regularizaba su situación y jugar cedido a préstamo en una categoría menor, pero el baloncestista optó por regresar a su país y afianzarse como jugador de la LNB. Volvió a jugar con Olimpo, pero luego pasó por Boca, Olimpia de Venado Tuerto, Deportivo Roca y Peñarol. En el año 2000 se retiró de la práctica del baloncesto competitivo y al año siguiente emigró a España.
En 2004 tomó la decisión de regresar a Bahía Blanca, reincorporándose a Olimpo, club que se encontraba jugando lo que sería la quinta división del baloncesto argentino. Su presencia se tradujo en la conquista de varios títulos con el equipo. En enero de 2007 fue convocado por el club Estudiantes de Bahía Blanca para jugar el tramo final de la temporada 2006-07 de la LNB. Culminado el campeonato, retornó a Olimpo para jugar cinco temporadas más, retirándose finalmente en el año 2012.

## Selección nacional
Scolari jugó para la selección de baloncesto de Argentina en diversos torneos. Su debut fue en el Campeonato Sudamericano de Baloncesto de 1987, en el cual su equipo conquistó el título. 
Posteriormente jugaría el torneo de baloncesto masculino de los Juegos Panamericanos de 1987, los Campeonatos FIBA Américas de 1988, 1989 y 1992 (donde enfrentó al Dream Team), y la Copa Mundial de Baloncesto de 1990.